# Veronica Marchi (album)
Veronica Marchi, 27»
Veronica Marchi è l'album d'esordio dell'omonima cantautrice, pubblicato nel 2005. 
Dal primo singolo, "Bambina", è stato estratto un video per la regia di Sebastiano Festa (E-Gain, unità di crisi). Prodotto da Luigi Pecere e Mauro Magnani.

## Tracce
1. Bambina – 3:01
2. L'anima vive – 2:24
3. Linea 31 – 3:36
4. Fantasia – 4:19
5. 27 – 3:21
6. Occhi di sole – 3:55
7. Sola – 3:58
8. Quello che non ti ho detto – 3:47
9. Io vorrei – 3:55
10. Oltre (quasi cinque anni) – 3:35